# Vasa
Vasa (finska: Vaasa; åren 1855–1917 officiellt Nikolaistad, finska: Nikolainkaupunki) är en stad i Finland och landskapet Österbottens centralort. Staden ligger vid Bottniska vikens östra strand. Vasa är en universitetsstad och ett betydande kulturellt centrum för Svenskfinland. Staden har 70 118 invånare (september 2024).

## Historia
Fram till 1852 låg Vasa i det område som nu kallas för Gamla Vasa, ungefär sju kilometer sydost om stadens nuvarande centrum. På 1300-talet sträckte sig havet in dit och platsen där Vasa senare grundlades var en ö som hette Mustasaari (Svartholmen). Mustasaari socken nämns första gången 1348 i ett brev om handelsfrihet utfärdat av kung Magnus Eriksson. På 1360-talet anlades Korsholms slott på en holme i närheten av handelsplatsen – det vill säga nuvarande Korsholms vallar i Gamla Vasa. Slottet blev förvaltningscentrum för Korsholms län som fram till 1441 omfattade hela området kring Bottenviken, både norra Sverige och norra Finland.
På handelsplatsen i Mustasaari eller Mussor, som den ofta kallades på svenska, anlades en stad den andra oktober år 1606 av Karl IX. Staden erhöll sina första privilegier 1611 och tilldelades samtidigt namnet Vasa till åminnelse av Sveriges då regerande konungaätt, Vasaätten. Karl IX var den yngste sonen till Gustav Vasa.
Under 1808–09 års krig utkämpades på stadens gator den 25 juni 1808 en häftig strid mellan en avdelning landstigna svenska trupper under Bergenstråhles befäl och ryska ockupationstrupper. Efter striden slut skedde i staden en fem dagar lång våldsam plundring som genomfördes av de ryska trupperna.

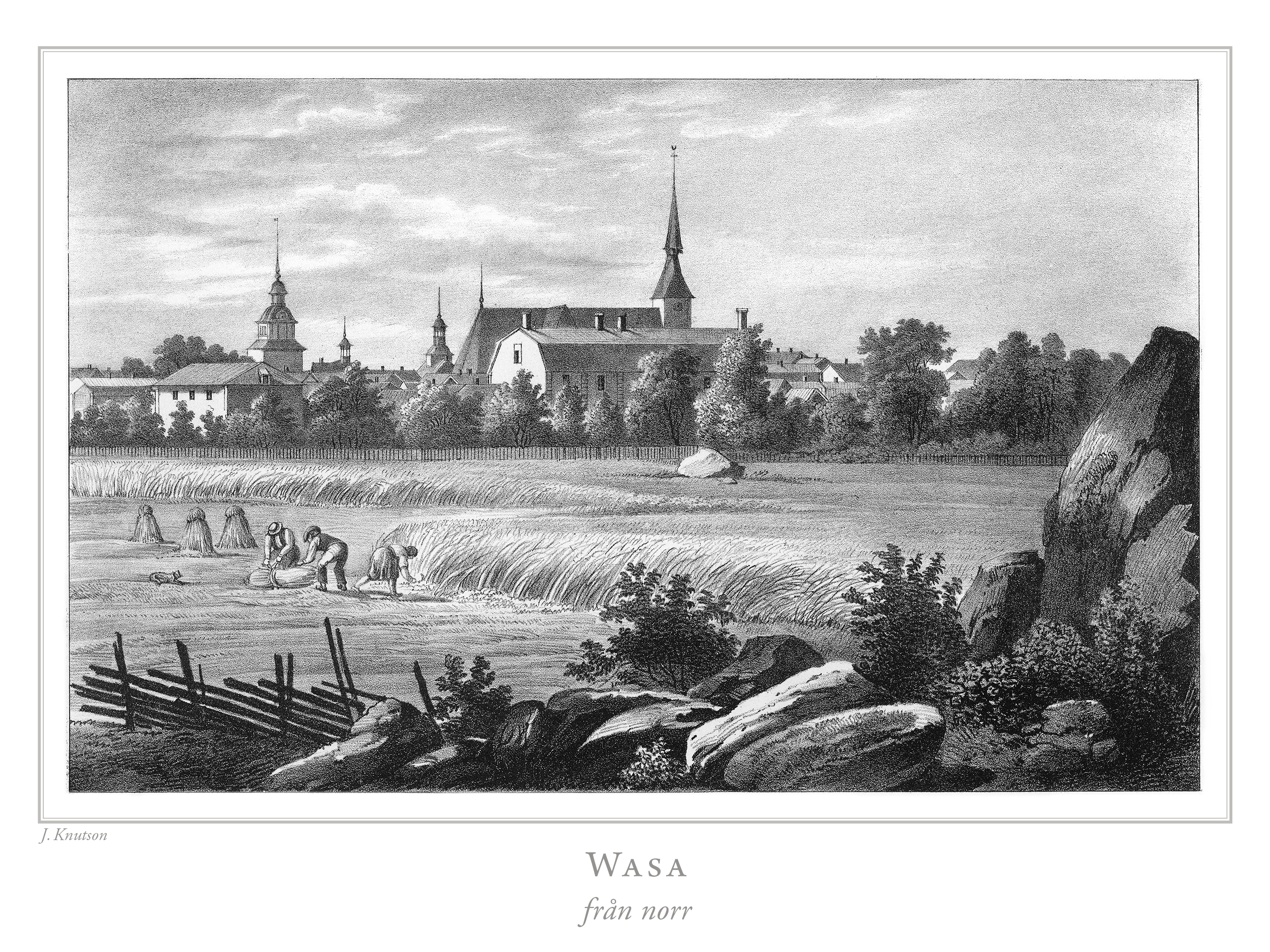
Vy över staden Vasa från nordost, före branden 1852. En litografi av Johan Knutson, 1840-tal, från Finland framstäldt i teckningar

Efter att ha staden ödelagts i en brand den 3 augusti 1852 flyttades Vasa sju kilometer närmare havet till Klemetsö. Kyrkoruinen och det fåtal stenbyggnader som kvarstod efter branden kan beses i Gamla Vasa. Genom kejserligt manifest 1855, med anledning av några enskilda stadsbors anhållan, förändrades den nya stadens namn till Nikolajstad; finska Nikolainkaupunki (efter tsar Nikolaj I av Ryssland). Alla försök att få ändringen att återgå var förgäves, intill dess efter ryska revolutionen 1917. Då återfick staden sitt gamla namn, som hela tiden fortlevt i dagligt tal.
I augusti 1855, under det pågående Krimkriget bombarderade den engelska flottan Brändö hamn.
Under finska inbördeskriget 1918 tog en del av landets regering sin tillflykt till Vasa, som blev det vita Finlands centrum. Den vita senaten, Finlands Senat, höll till i stadshuset. Som erkänsla för det understöd stadens invånare lämnat erhöll staden efter  krigets slut rätt att i sitt vapen föra Finlands frihetskors. På de rikssvenska frivilliga brigadmedlemmarnas hjältegrav i Vasa, den så kallade Svenska kullen, har på initiativ från Sverige rests ett monument med de stupades namn.
Isvägen över Kvarken från Umeå uthamn i Holmsund till Vasa utgjorde en viktig försörjningsrutt för Finland under vinterkriget 1939–1940, då Vasa utsattes för ryskt bombardemang. I Tiklasparken, mittemot Malmögården, har ett minnesmärke i form av en gyllene hand på en låg piedestal placerats till minne därav.
Några av Vasas nuvarande stadsdelar som tidigare tillhörde Mustasaari socken, har en historia som kan spåras ända tillbaka till medeltiden. Till dem hör Sundom, eller Murmursund som byn hette, och Höstves eller "Hösteuesi" som man skrev. Syningsmän från de båda byarna deltog år 1440 vid en rågång i dåvarande Mustasaari socken. Namnet Gerby förekommer i dokument från 1470-talet. Namnet Västervik, eller "Westeruick" som det stavades, återfinns i ett dokument från 1543.

## Geografi

### Förteckning över orter och platser i Vasa stad

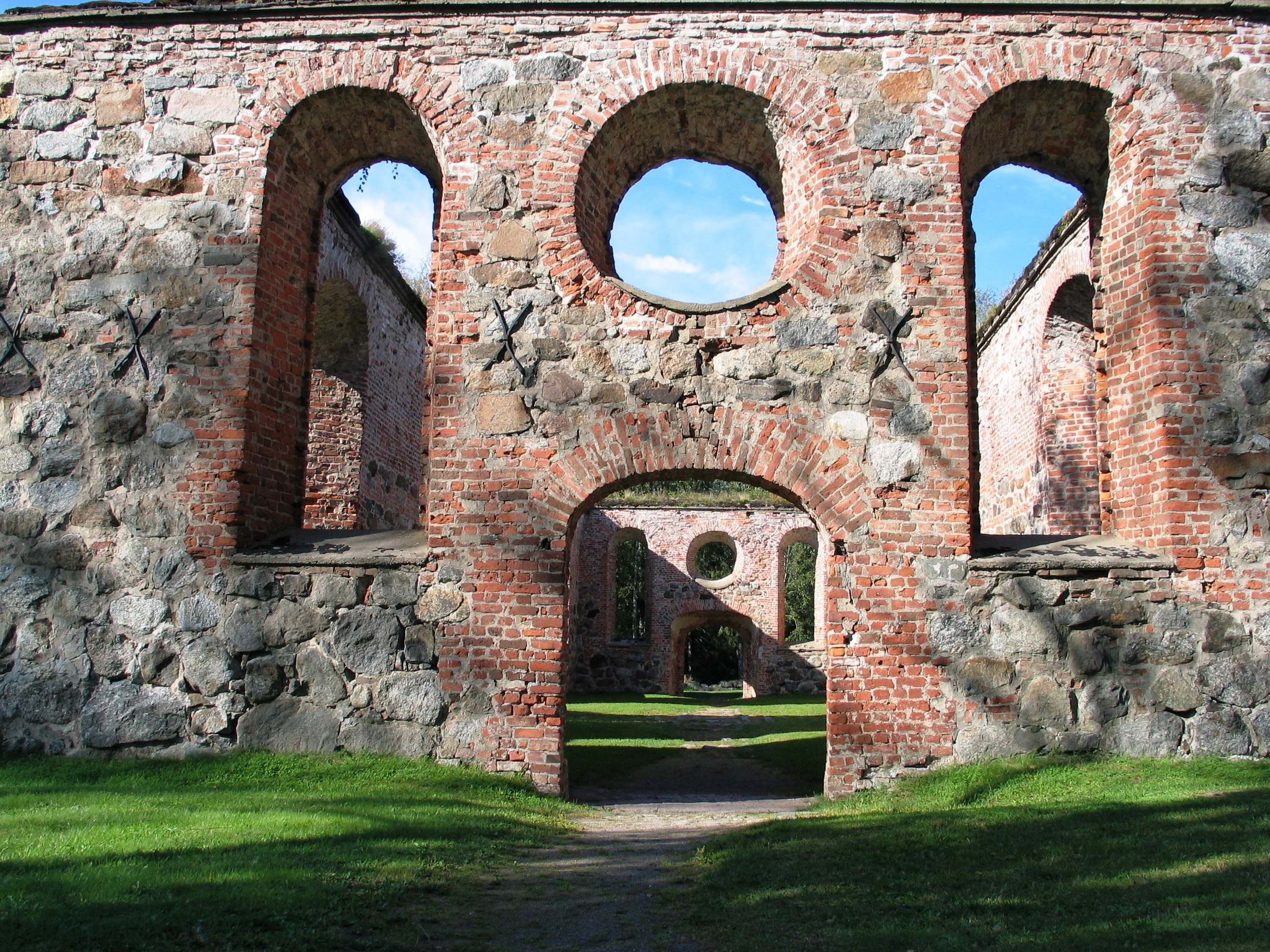
Ruinerna av Sankta Maria kyrka i Gamla Vasa.

I kommunen ingår byarna och bosättningsområdena:
- Aspnäs fi. Haapaniemi
- Bobäck (finska: Purola), Brändö (stadsdel med högskolor och universitet som Yrkeshögskolan Novia)
- Centrum
- Dragnäsbäck (där ishockeylaget Vasa Sport en gång grundades)
- Gamla Vasa (den svenska yrkesutbildningen i Yrkesakademin), Gerby (Vasas största stadsdel)
- Hemstrand, Högbacken, Höstves
- Kappsäcken, Kilskiftet, Klemetsö (industriområde), Korsnäståget, Kronvik (badstrand)
- Melmo, Molnträsket (sjö och naturområde)
- Orrnäs (finska: Teeriniemi)
- Prästgårdsbacken
- Roparnäs (med mentalvårdsanstalt), Runsor (med Vasa flygplats och industriområdet Vaasa Airport Park)
- Stenhaga (finska: Kivihaka) (affärsområde), Sandviken (med många av idrottsanläggningarna, exempelvis Sandvikens fotbollsstadion), Sunnanvik (med bostadsmässo-området från 2008), Sundom (den svenskaste stadsdelen i Vasa och en intressant landsby med Söderfjärden och Öjberget intill)
- Vapenbrödrabyn, Vikinga, Västervik, Vöråstan (med relativt välbevarad trähusbebyggelse)

Enligt vetenskaplig datering finns vasaregionens äldsta spår av mänsklig aktivitet uppe på Öjberget, för 4 000 år sedan.
Här finns också stranden Risöfladan, berget Öjberget, öarna Domarskäret, Långskäret (med fiskehamn), Smulterö, halvöarna Borgaren (med oljehamn), Utterön, grundet Gåsgrund (med fiskefyr), fjärdarna Korshamnsfjärden, Kråkfjärden, Norra Stadsfjärden och Södra Stadsfjärden, sundet Penikarströmmen samt viken Metviken.
Cirka 10 kilometer söder om Vasa ligger Söderfjärden, där det skedde ett meteoritnedslag för ungefär 520 miljoner år sedan. Det är unikt så tillvida att hela området är fast mark. Alla de tio övriga meteoritkratrarna i Finland är täckta av vatten. Kraterns randberg är klart synliga, i norr till exempel Öjberget, som också är Vasas vintersportcentrum. Infjärden (finska Pukinjärvi) är en sjö i Vasa.

## Politik

### Mandatfördelning i Vasa stad, valen 1976–2021
Statistik över kommunalval i Finland finns tillgänglig i statistikcentralens publikationer för enskilda kommuner från valet 1964 och framåt. Publikationen över kommunalvalet 1968 var den första som redovisade komplett partitillhörighet. Ytterligare material finns i Riksarkivet
| 10 | 14 |  |  | 12 |  | 11 |

| 10 | 13 |  |  | 12 |  | 11 |

| 5 | 13 |  | 3 |  |  | 13 |  | 11 |

| 5 | 15 |  |  |  |  | 13 |  | 11 |

| 6 | 17 | 3 |  |  | 12 |  | 9 |

| 4 | 14 | 4 |  |  | 14 |  | 11 |

| 4 | 13 | 4 |  |  | 13 | 3 | 11 |

| 5 | 11 | 3 | 4 |  | 13 |  | 11 |

| 31 | 20 |

| 5 | 11 | 3 | 3 |  |  | 13 |  | 11 |

| 28 | 23 |

| 4 | 14 | 3 | 9 | 4 | 15 | 3 | 15 |

| 38 | 29 |

| 4 | 13 | 4 | 6 |  | 18 |  | 10 |

| 28 | 31 |

|  | 11 | 3 | 9 |  | 16 |  | 10 |

| 25 | 30 |

### Vänorter
Vasa har följande vänorter:
- Harstads kommun, Norge
- Helsingör, Danmark
- Kiel, Tyskland
- Malmö kommun, Sverige
- Morogoro, Tanzania
- Pärnu, Estland
- Schwerin, Tyskland
- Šumperk, Tjeckien
- Umeå kommun, Sverige
- Bellingham, USA
- Cherson, Ukraina

## Ekonomi och infrastruktur

### Högre utbildning

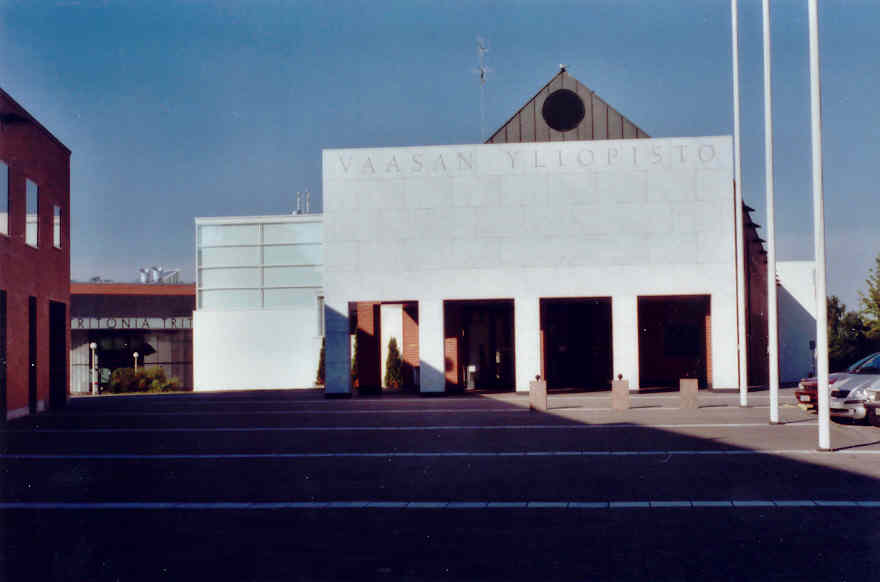
Huvudentrén till Vasa universitet

- Helsingfors universitets juridiska utbildning i Vasa
- Västra Finlands designcentrum (Muova)
- Svenska handelshögskolan
- Yrkeshögskolan Novia
- Vasa yrkeshögskola
- Vasa universitet
- Åbo Akademi

### Kommunikationer

#### Kvarkentrafiken
En viktig kommunikationslänk till och från Vasa är Kvarkentrafiken, det vill säga färjeförbindelserna Umeå–Vasa (start 1948) och Sundsvall–Vasa (start 1967). Det var dels en viktig infrastruktur och en kommersiell och lönsam verksamhet för Vasabåtarna, som senare ändrade namn till Vasa Line fram till 1991 och därefter för Silja Line, vars flaggskepp Wasa King (sedermera Estonia) trafikerade rutterna under åren 1991–1992. År 1999 upphörde till följd av ett EU-beslut den skattefria ombordförsäljningen på färjor som trafikerar medlemsländerna. Detta drabbade Kvarkentrafiken hårdare än någon annan färjeförbindelse inom hela EU-området, då Finlands och Sveriges höga alkohol- och tobaksskatter medfört att tax free-försäljningen ombord varit en viktig del av Kvarkenrederienas lönsamhet. Silja Line drog år 2000 in färjeförbindelserna till Vasa, och kvar fanns bara en ytterst blygsam trafik mellan Umeå och Vasa som upprätthölls av RG-Line, som gick i konkurs 2011. Trafiken fortsatte dock, och sedan början av år 2013 trafikerar Vasabåtarna (ett samägt bolag mellan Vasa och Umeå kommuner) rutten med en nygammal färja.

#### Gästhamnar i Vasa kommun
- Långskär gästbrygga
- Vasklot hemmehamn
- Vasklot gästbrygga
- Vasklot servicehamn
- Brändö servicehamn
- Granskär gästbrygga
- Kopparfuruskär utfärdshamn

## Demografi

### Befolkningsutveckling
| Befolkningsutvecklingen i Vasa stad 1975–2020                                                                | Befolkningsutvecklingen i Vasa stad 1975–2020 | Befolkningsutvecklingen i Vasa stad 1975–2020 | Befolkningsutvecklingen i Vasa stad 1975–2020 | Befolkningsutvecklingen i Vasa stad 1975–2020 |
| --- | --------------------------------------------- | --------------------------------------------- | --------------------------------------------- | --------------------------------------------- |
| |                                               |                                               |                                               |                                               |
| År |                                               |                                               | Folkmängd                                     |                                               |
| 1975 | 1975                                          |                                               | 58 829                                        |                                               |
| 1980 | 1980                                          |                                               | 58 335                                        |                                               |
| 1985 | 1985                                          |                                               | 59 270                                        |                                               |
| 1990 | 1990                                          |                                               | 58 394                                        |                                               |
| 1995 | 1995                                          |                                               | 60 399                                        |                                               |
| 2000 | 2000                                          |                                               | 61 470                                        |                                               |
| 2005 | 2005                                          |                                               | 61 889                                        |                                               |
| 2010 | 2010                                          |                                               | 64 345                                        |                                               |
| 2015 | 2015                                          |                                               | 67 619                                        |                                               |
| 2020 | 2020                                          |                                               | 67 551                                        |                                               |
| Anm: Uppgifterna avser förhållandena den 31 december nämnda år enligt områdesindelningen den 1 januari 2022. |                                               |                                               |                                               |                                               |

### Tvåspråkighet
Staden hade fram till 1920 svenska som majoritetsspråk. De finskspråkigas andel har sedan dess stigit som en följd av industrialisering och inflyttning. En kraftig arbetskraftsutvandring av finlandssvenskar till Sverige ledde till att finskans ställning som majoritetsspråk stärktes ytterligare. Vasa är ännu en tvåspråkig stad och den svenskspråkiga besökaren klarar sig i allmänhet bra på svenska i olika sammanhang i staden. Trots att svenskan är minoritetsspråk i Vasa har den landsbygd som omger staden stark svenskspråkig dominans. Som exempel kan nämnas att i Vasas närmaste grannkommun Korsholm är två av tre invånare svenskspråkiga.

### Religion

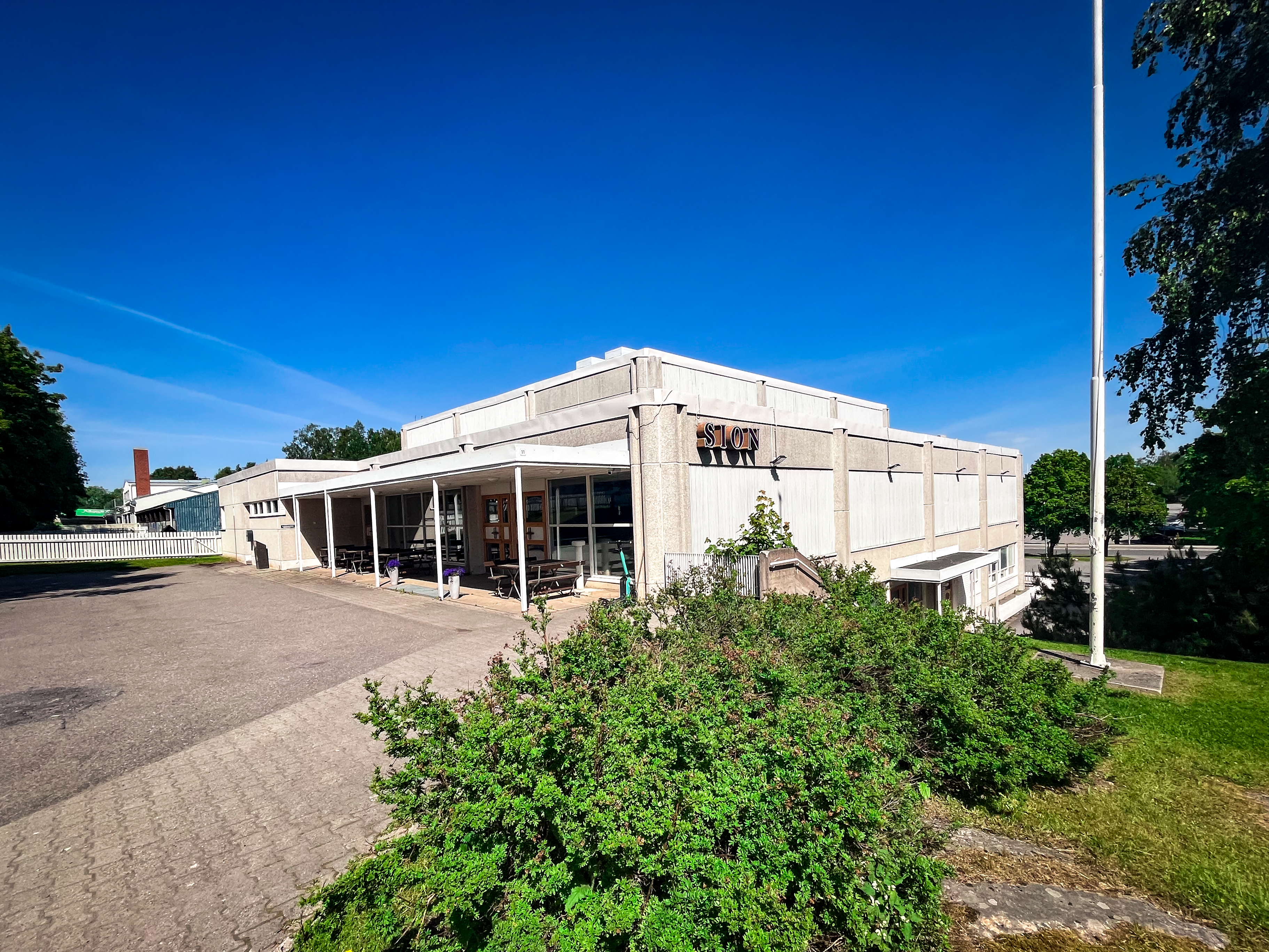
Pingstförsamling Sion Vasa finns i Vöråstan.

År 2023 tillhörde 65,0 % av befolkningen den evangelisk-lutherska kyrkan. Andra religioner stod för 2,4 % av befolkningen. 32,6 % av befolkningen var icke-religiös. Den evangelisk-lutherska kyrkan i Vasa har en finsk och en svensk församling, som hör till Vasa kyrkliga samfällighet. 
Vasa är en mötesplats för många olika väckelserörelser. Vasa är starkast präglat av den evangeliska väckelserörelsen och i viss mån av svenskspråkiga læstadianska rörelsen (LFF). Även den gammallestadianismen är aktiv i Vasa. SLEF har sitt huvudkansli och Evangeliska Centret i Vasa.
Vasa är en viktig stad för många frikyrkor. Staden är särskilt aktiv inom frikyrkorörelsen, pingströrelsen och Frälsningsarmén. Baptistkyrkan i Vasa grundades 1881 och den finskspråkiga baptistförsamlingen grundades 1908. De svenska frikyrkligas gemensamma folkhögskola Fria kristliga folkhögskolan, grundades 1945, verkade från 1973 i Vasa.
Till de frikyrkliga församlingarna hör Missionskyrkan i Vasa, som grundades 1883, Sundom Missionförsamling och finskspråkiga Vaasan vapaaseurakunta och Vähänkyrön vapaaseurakunta. Här finns också Vasa metodistförsamling, grundad 1881, och Vasa adventistförsamling, grundad 1906.
Inom pingströrelsen är staden hemvist för Sionförsamlingen, grundad 1926, och den finsktalande Pingstförsamlingen, grundad 1936. Vasa fungerar också som ett nav för finlandssvenska pingstorganisationer som FSPM och tidningen Livet.

## Kultur

### Musik
Vasa stadsorkester med 31 musiker ger regelbundna konserter i Stadshuset som har 400 åhörarplatser. Konsertverksamheten inleddes 1930 i samband med att en orkesterförening bildades. Orkestern kommunaliserades 1974. Den ger symfoni- och underhållningskonserter med mera och samarbetar med Vasa Operastiftelse och Vasa stadsteater.

### Sevärdheter
Österbottens museum är regionmuseum och är beläget i Vasa. Som konstmuseum räknas det som ett av de mest betydande i Finland med verk av många namnkunniga konstnärer. Kvarkens naturcenter Terranova finns i bottenvåningen och fungerar också som infopunkt för Finlands första och enda Unescos världsnaturarv i Finland: Kvarkens skärgård (Höga kusten/Kvarken).
Mitt på Söderfjärden finns den nyaste sevärdheten i vasatrakten: Söderfjärdens Meteoria (finska Meteoriihi), invigd 27 juni 2008 av minister Ole Norrback. Den är ett besökscenter, uppbyggd i en ria. Inne i rian finns utställningar om meteoritnedslaget och den i många avseenden unika Söderfjärden. En tio minuters multimedia-visning (finns på svenska, finska och engelska) berättar åskådligt om detta. Bakom projektet står Sundom Bygdeförening och ett flertal sponsorer. I rian finns också inrymt vasaregionens enda astronomiska observationspunkt med ett rymdteleskop. Den astronomiska föreningen Andromeda i Vasa svarar för observatoriedelen. Söderfjärden är Finlands viktigaste rastplats för höstflyttande tranor. Hösten 2019 fanns samtidigt över 10 200 tranor på Söderfjärdens tröskade åkrar.
På ön Vasklot (uttalas vassklo:t, finska Vaskiluoto) strax utanför Vasa centrum finns hamn, järnvägsstation, badanläggningen Tropiclandia och campingplatsen. Nöjesparken Wasalandia verkade här åren 1988–2015.
Mellan hamnen i Vasklot och Umeå (Umeå hamn i Holmsund i Sverige) fungerar världens nordligaste färjelinje med daglig trafik året runt. Sedan 2013 trafikeras linjen av Wasaline. Vasklot fick järnvägsförbindelse år 1900 och stationen är ritad av arkitekten Bruno Granholm. Stationsområdet är skyddat av Museiverket. De intilliggande byggnaderna är från 1890- och 1910-talet.
Vasa kasernområde är skyddat av Museiverket. Den äldsta kasernbyggnaden i området är ett trevåningshus från 1860 ritat av arkitekten Ernst Bernhard Lohrmann. Den ortodoxa kyrkan S:t Nikolai är byggd i tegel mellan åren 1857 och 1862 efter ritningar av Carl Axel Setterberg. Träkasernerna är byggda 1880–1882, arkitekten A. Boman.
Wasa Teater är en svenskspråkig teater, grundad 1919. Manskören Wasa Sångargille grundades 1930 och ger julkonserter i Vasa med omnejd.

### Medier
I Vasa utges den svenskspråkiga dagstidningen Vasabladet samt dess finskspråkiga motsvarighet Pohjalainen. På nätet finns stadens egna nyheter på Vaasa.fi

### Idrott
Organiserad idrottsverksamhet har långa traditioner i Vasa, den första gymnastikföreningen grundades 1860. I början av 1900-talet tog tävlingsidrotten fart och flera av de Vasaföreningar som fortfarande är aktiva bildades.
De största publiksporterna i Vasa är ishockey och fotboll. Ishockeylaget Sport spelade i FM-ligan när den bildades säsongen 1975/76 men föll ur och spelade i lägre divisioner fram till säsongen 2014/15 då man åter blivit ett ligalag. I fotboll nådde Vasalagen VPS och Vasa IFK framgångar på 1940- och 1950-talen då man vann två respektive tre finska mästerskap. Sedan Tipsligan grundades 1990 har VPS oftast spelat på högsta nivå medan Vasa IFK hållit till i division ett och två. Både FC Sport och Vasa IFK har spelat i Damligan.
Mycket av Vasas idrott är koncentrerat till stadsdelen Sandviken. Här finns Sandvikens fotbollsstadion, Sandvikens bobollsstadion, Vasa simhall och Vasa Tennis Center. Angränsande till Sandviken finns Vasa ishall och friidrottsarenan Karlsplan. Den 2016 nedlagda Vasa travbana fanns också i Sandviken. Inomhusarenan Botniahallen i Korsholm samägs av Vasa stad och Korsholms kommun. Öjbergets skidcentrum i Sundom cirka åtta kilometer söder om centrum består av såväl slalombackar som längdskidspår.
Vasa har fem gånger stått värd för Kalevaspelen, det vill säga finska mästerskapen i friidrott, senast 2024. Wasa Football Cup är en internationell fotbollscup för juniorer som arrangerats varje sommar sedan 1989.
Bobollslaget Vaasan Maila har spelat flera säsonger på högsta nivå, senast säsongen 1992. I volleyboll nådde Vaasan Vasama stora framgångar på 1980- och 1990-talen då man vann totalt nio finländska dammästerskap. I herrarnas seriesystem för volleyboll spelar Kiisto. Futsal-laget Ruutupaidat har spelat flera säsonger på landets högsta nivå under 2000-talet. På 1990-talet spelade Roller Team i innebandyligan och på senare tid har SB Vaasa (tidigare Woodcutters) varit ett etablerat lag i division ett.
Det amerikanska fotbollslaget Wasa Royals (tidigare Vaasa Vikings) har med tanke på att sporten är relativt liten i Finland lockat stor publik till sina hemmamatcher. Då man 2014 vann finalen i division ett var det över 2000 åskådare på plats.

## Kända personer från Vasa

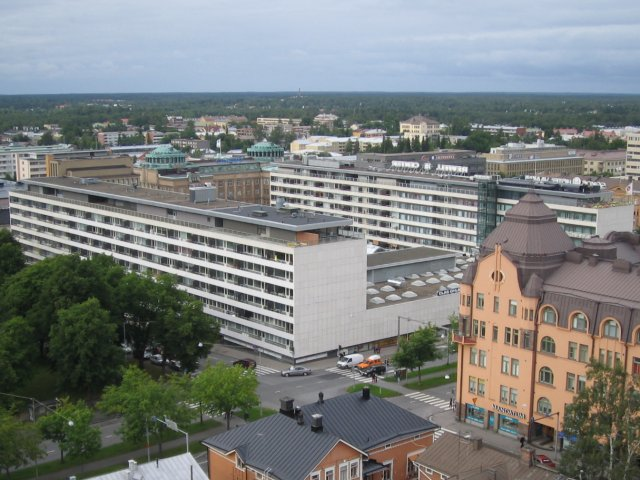
Rewell Center

| - Ami Aspelund – sångerska - Monica Aspelund – sångerska - Edvard Bergenheim – ärkebiskop - Edvard Bergh – publicist - Mattias Björkas – musiker - Arto Blomsten – ishockeyspelare - Peter Borotinskij – konstnär - Fanny Churberg – konstnär - Carl Johan Gerss – handelsman | - Rabbe Grönblom – affärsman - Josefina Gullberg – ballerina - Barthold Rudolf Hast – läkare - Karl Hedman – läkare och konstsamlare - Jarl Hemmer – författare - Mikaela Ingberg – spjutkastare - Björn Kurtén – paleontolog, författare - Toivo Kuula – kompositör | - Regina Lund – skådespelerska, sångerska - Harriet Nordin – författare - Valdemar Nyman – författare - Oskar Osala – ishockeyspelare - Viljo Revell – arkitekt - Yrjö Sakari Yrjö-Koskinen – politiker, historiker - Leif Segerstam – dirigent - Josefin Sonck – komiker | - Bo Strömstedt – publicist och chefredaktör på Expressen - Lars Erik Taxell – politiker - Felix Tegengren – geolog - Jacob Tegengren – poet - Stefan Wallin – politiker - Abraham Wasastjerna – affärs- och industriman - Gustaf af Wetterstedt – greve, utrikesstatsminister - Inga-Britt Wik – poet |

## Bildgalleri

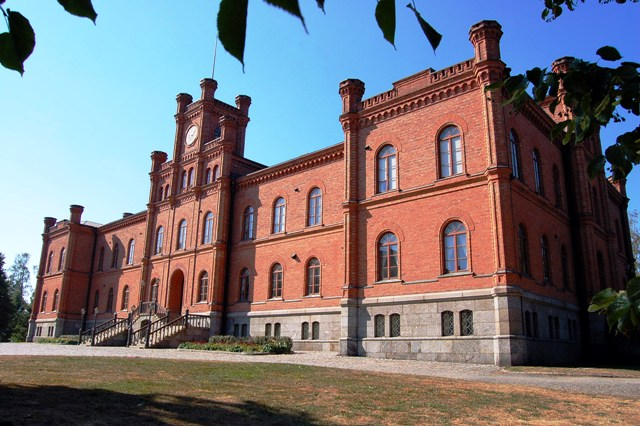
Vasa hovrätt.
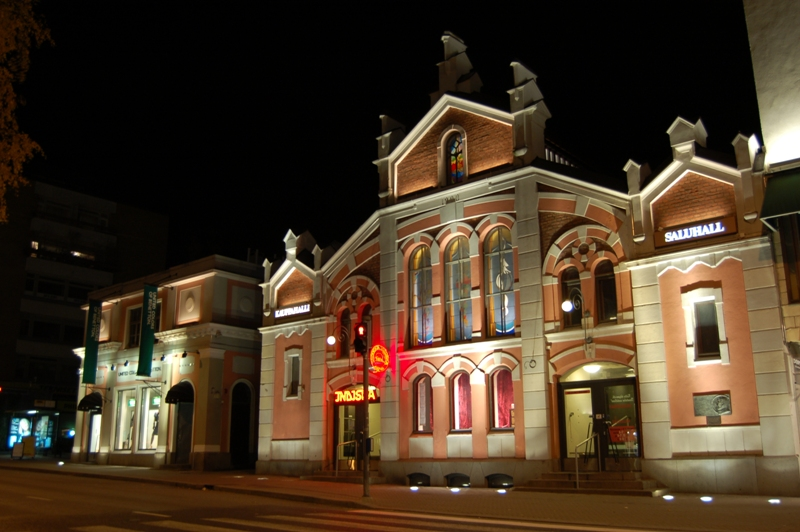
Saluhallen
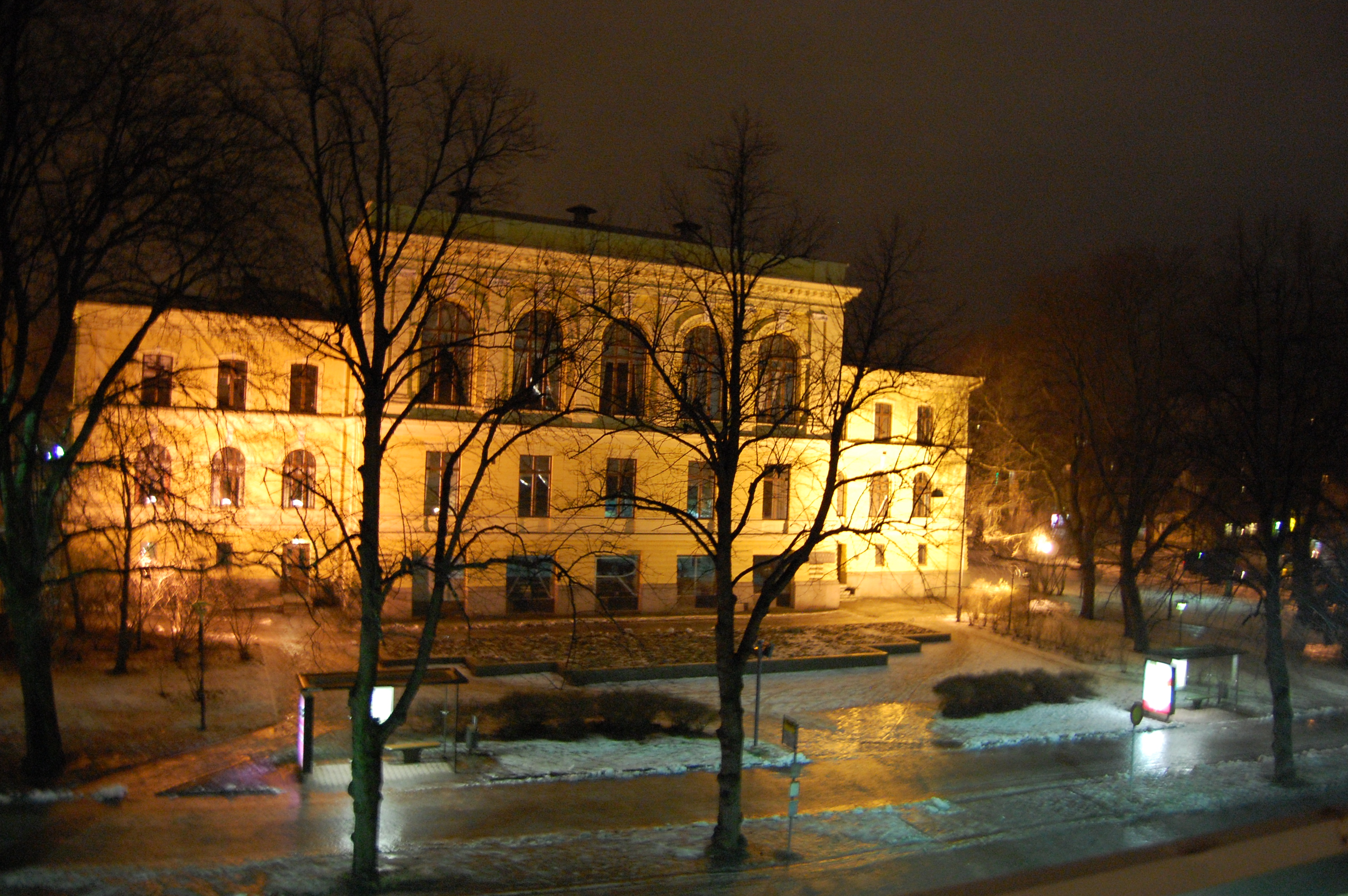
Stadshuset.
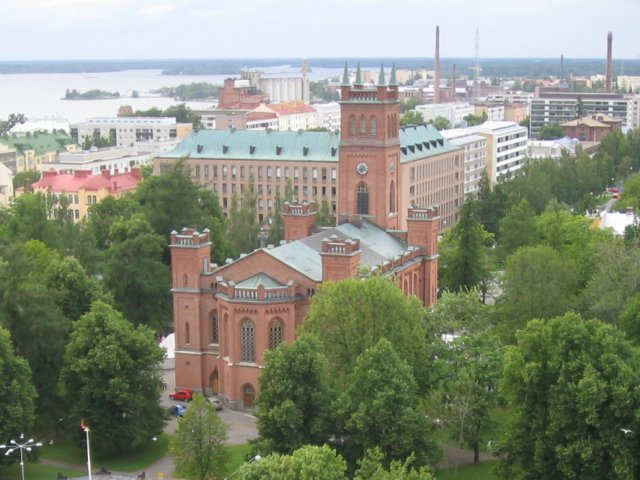
Trefaldighetskyrkan.
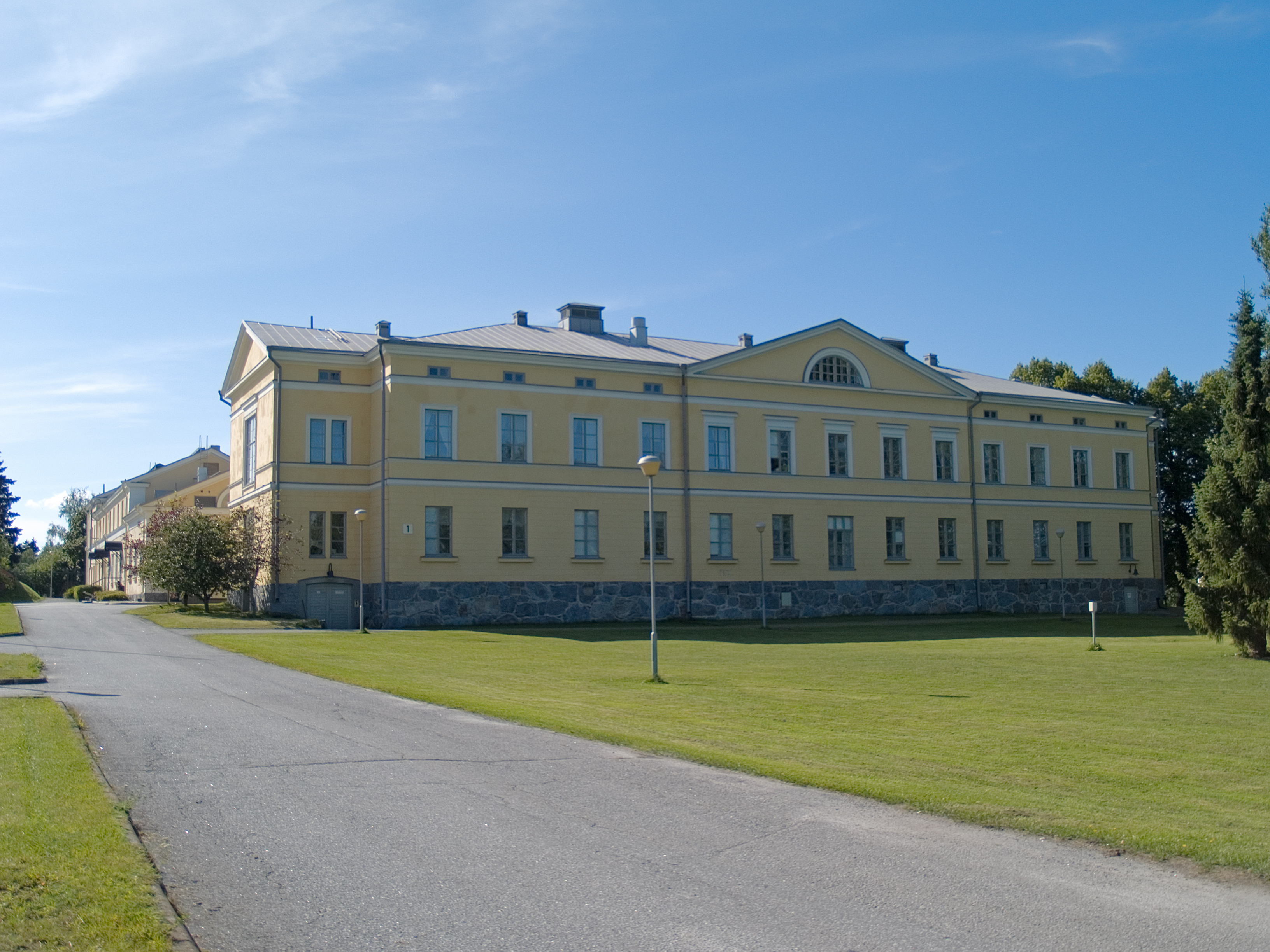
Gamla Vasa sjukhus.